# Oberngrub (Heiligenstadt in Oberfranken)

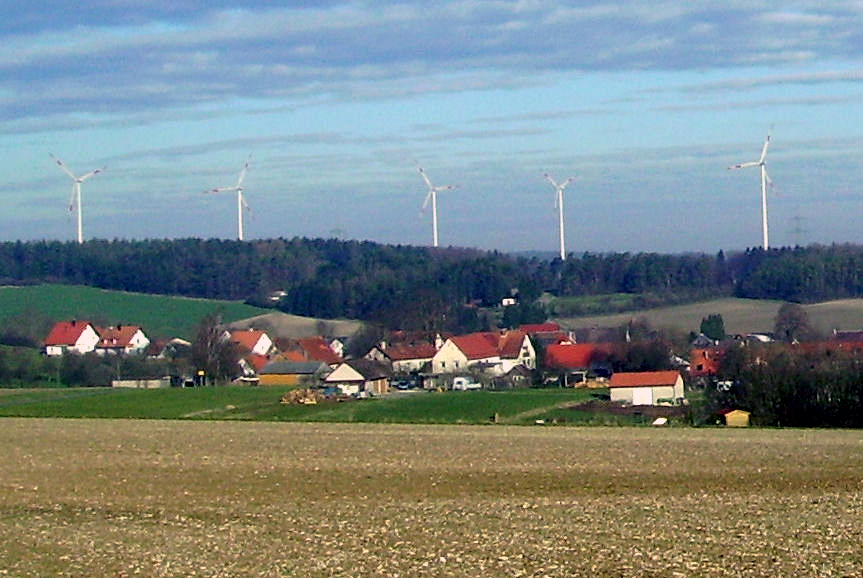
Oberngrub mit Windrädern

Oberngrub (bambergisch: Öbangrub) ist ein Gemeindeteil des Marktes Heiligenstadt i.OFr. im oberfränkischen Landkreis Bamberg in Bayern. Die Gemarkung Oberngrub hat eine Fläche von 370 Hektar.

## Lage

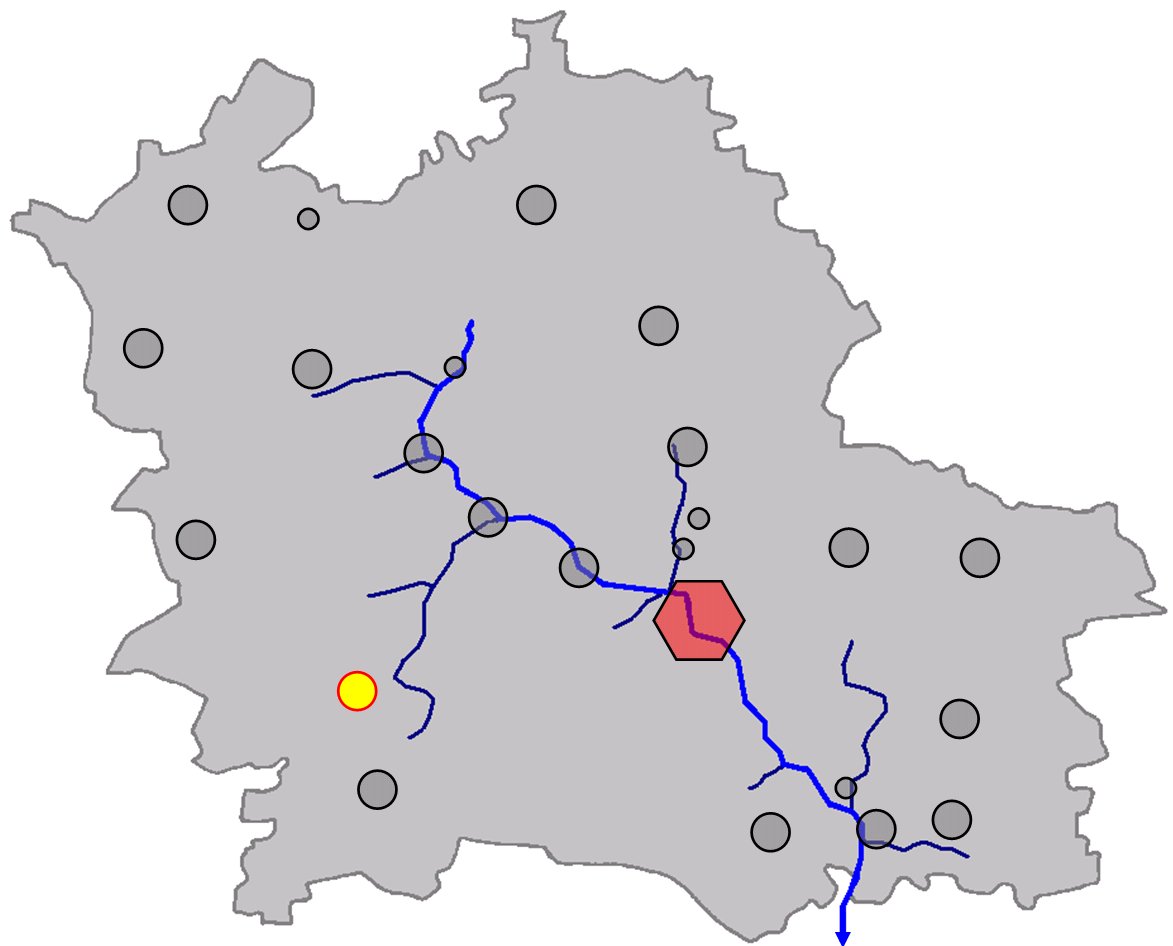
Lage von Oberngrub im Markt Heiligenstadt in Oberfranken

Das Kirchdorf liegt in der Fränkischen Schweiz an der Langen Meile auf der Hochfläche des Fränkischen Jura.

## Geschichte

### Name
Ursprünglich nannte man Oberngrub nur Grube. Der heutige Name bedeutet Dorf oberhalb von Burggrub, von dort aus wurde es vermutlich auch gegründet. Die erste feste Siedlung dürfte im 11. Jahrhundert entstanden sein.

### Neuzeit
Am 2. Dezember 1852 meldeten das Bamberger Tagblatt und der Fränkische Merkur, dass sämtliche Ortsbewohner von Oberngrub ihre Realitäten verkaufen wollten, um nach Amerika auszuwandern. Daraufhin forderte die Regierung vom Landgericht eine sofortige Ermittlung, denn eine solche Abwanderung konnte man sich nicht leisten, da das Beispiel Schule machen konnte. Der Ortsvorsteher wurde nach Bamberg geladen, um zu berichten. Dieser erschien aber nicht sofort, sondern erst im Laufe des Dezembers und gab an, die Unfruchtbarkeit des Bodens und der Mangel an Wiesen und Streu seien die Ursache der Unzufriedenheit der Bewohner seines Ortes. Bei dem geringen Viehbestand wäre der in den Katastern angesetzte Ertrag viel zu hoch. Man könne die Steuerlast nicht tragen.
Ernst genommen haben die Behörden diese Meldungen nicht, jedoch zumindest wurde der Bodenzins erlassen und ein einmaliger Schulgeldzuschuss von 50 Gulden gewährt. Dass Einzelne nach und nach doch ihr Glück in der Neuen Welt suchten, zeigen die zahlreichen Auswanderungsgesuche.
Am 1. Mai 1978 wurde die Gemeinde in den Markt Heiligenstadt in Oberfranken eingegliedert.

### Topographische Beschreibung (1752)
In Biedermanns Topographischer Beschreibung aus dem Jahr 1752 wird Oberngrub folgendermaßen geschildert:
„Oberngrub, ein Dörflein auf der Höhe oberhalb Burggrub unter dem Amt Eckolsheim, 4 Stunden von der Residenz, dessen Einwohner alle katholisch seyn und zur Kirche nach Tiefenpölz pfarren. Sie stehen teils dem Hochstift, teils auch dem Hochwürdigen Domkapitel zu in bemeltes Amt, welches die hohe Jurisdiction hier versieht. Der Baron Schenk v. Stauffenberg ist vom Schloß Burggrub aus Dorfs- und Gemeindeherr, ob er schon keine Untertanen da hat, exerciert auch die hohe und niedere Jagd. Auf der Markung kommt ein Bach zusammen, der hinunter nach Burggrub läuft und sich dann in die Leinleiter ergießt“.

### Geografisches Lexikon  (1799)
In Bundschuhs Geografischem Lexikon aus dem Jahr 1799 heißt es über Oberngrub:
„Oberngrub, Dorf im Bambergtischen Amte Eggolsheim, 2¾ Stunden nordostwärts vom Flecken gleichen Namens entlegen, pfarrt nach Tiefenpölz.
Dem Amte Eggolsheim steht hier die Landeshoheit, Zent, Dorfs-, Flur-, Gemeindeherrschaft, so wie die Vogtei auf 8 Senftenberger Lehen zu. Auf den 2 Domcustorey, 12 Domkapitelischen Receptoratsamts, 3 dem Bürgerspitale zu Bamberg und ein dem Frauenkloster zur Heiligen Klara in Bamberg zugehörigen Lehen haben die Lehenherrn die Vogtei. Das Dorf besteht aus 26 Häusern und 141 Seelen. 1/3 des Zehnts gehört dem Domkapitelischen Receptoratsamt, 1/3 dem Stift St. Stephan, 1/6 dem Bürgerspitale, 1/12 dem Frauenkloster zum Heiligen Grabe und 1/12 dem Frauenkloster zur Heiligen Klara in Bamberg.“